# 12
12 (XII, na numeração romana) foi um ano bissexto do século I, do Calendário Juliano, da Era de Cristo, teve início a uma sexta-feira e terminou a um sábado, as suas letras dominicais foram C e B.
| Ano completo                          |
| ------------------------------------- |
| Ano bissexto com início à sexta-feira |

## Eventos
- Augusto, imperador, tribuno e pontífice máximo pela 34a vez.[1]
- Tibério, tribuno pela 12a vez.[1]
- Germânico e Caio Fonteio Capitão, cônsules romanos. A partir de 1 de julho: C. Visellius C.f. C.n. Varro [1]
- Ovídio manda uma carta sobre seu Exílio no Mar Negro
- Ânio Rufo torna-se administrador oficial da Judeia

## Nascimentos
- 31 de Agosto - Calígula, Imperador de Roma